# Katedra św. Andrzeja w Picundzie
Katedra św. Andrzeja w Picundzie (ros. Собор в честь Апостола Андрея Первозванного) – prawosławna cerkiew w Picundzie, w Abchazji.
Cerkiew została wzniesiona na przełomie X i XI w. Była katedrą katolikosów-patriarchów Abchazji od X do XVII w. W związku z tym w obiekcie odbywały się chirotonie biskupie abchaskich hierarchów oraz wybory kolejnych katolikosów. Między okresem budowy a XV w. świątynia była wielokrotnie odnawiana. W wieku XVII w. została porzucona, gdy katolikos Abchazji, w obawie przed zagrożeniem ze strony Turcji, przeniósł swoją siedzibę do monasteru Gelati.
W XIX w. obiekt został wyremontowany i przywrócony do użytku liturgicznego jako sobór Zaśnięcia Matki Bożej. Konsekrował go ponownie egzarcha Gruzji Paweł w 1892. Przy soborze istniał skit podlegający monasterowi Nowy Athos, a mnisi tejże wspólnoty byli zobowiązani do opieki nad świątynią.
W XX wieku w katedrze urządzona została sala koncertowa. Starania przedstawicieli Abchaskiego Kościoła Prawosławnego na rzecz usunięcia z obiektu organów i pełnego przeznaczenia budynku na cele kultowe spotykają się z odmową Ministerstwa Kultury Republiki Abchazji.

## Architektura
Budowla reprezentuje styl szkoły abchaskiej w gruzińskiej architekturze sakralnej. Jest to świątynia trójnawowa, zwieńczona kopułą wspartą na dwóch podporach oraz na występach jednej z trzech absyd, które zamykają pomieszczenie ołtarzowe. Kopuła położona jest na bębnie o niskim przykryciu na sferycznym sklepieniu, co jest rozwiązaniem wyraźnie nawiązującym do budownictwa bizantyńskiego.